# ホワイトフィッシュ
ホワイトフィッシュ (学名:Coregonus lavaretus、英名:Common whitefish, European whitefish) は、サケ目サケ科の淡水魚。この属の模式種である。
ローヌ川流域のブルジェ湖とエゲベレット湖の固有種であり、かつてはジュネーブ湖にも生息していた。また、同属のC. clupeoidesやC. pennantii等のいくつかの他の種がかつて同じ種か上種として考えられていた。